# Aviko
Aviko is een Nederlands bedrijf uit Steenderen dat zich bezighoudt met de verwerking van aardappelen. Producten van Aviko zijn onder meer patates frites, rösti, aardappelschijfjes, aardappelschotels en stoomverse aardappelproducten.

## Activiteiten
Aviko is een acroniem voor "Aardappel verwerkende industrie Keppel en omstreken". Het bedrijf werd in 1962 opgericht in Hoog-Keppel. In 1970 verhuisde het hoofdkantoor naar Steenderen. Sinds 2002 is Aviko volledig in handen van Royal Cosun, een coöperatieve onderneming van voornamelijk akkerbouwers. In 1990 kocht Cosun al 30% van de aandelen. De onderneming heeft in Nederland onder andere fabrieken in Venray (vlokken/granulaat), Cuijk (voorgekookte aardappelproducten), Warffum (aardappelgranulaat), Lomm (diepgevroren en verse aardappelproducten), Steenderen (frites) en in Duitsland in Stavenhagen (aardappelgranulaat). Ruim 2000 werknemers zorgden in 2015 voor een omzet van 757 miljoen euro en 18 miljoen euro winst, ze verwerkten in dat jaar 1,7 miljoen ton aardappelen. 75% hiervan is bestemd voor export.

## Vestigingen

### Nederland
Door overnames, fusies en uitbreidingen is Aviko een internationaal concern geworden. Ooit begonnen in Hoog Keppel en sinds 1971 actief in Steenderen. Hieronder een overzicht van de belangrijkste locaties. 

#### Steenderen

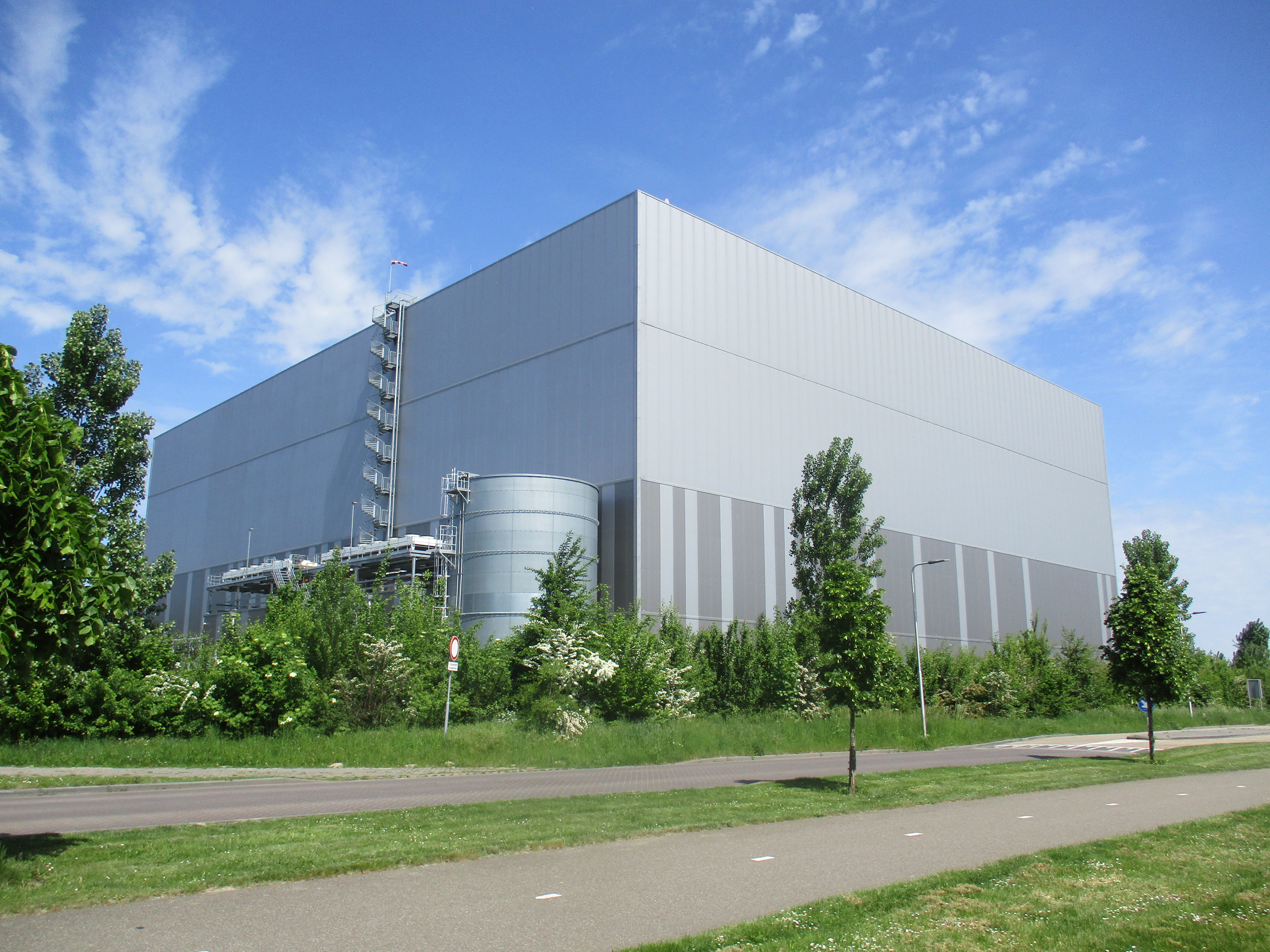
Aviko vrieshuis 4 in Steenderen

In Steenderen staan drie productiebedrijven op één fabrieksterrein: Steenderen 1, Steenderen 4 en Steenderen 5.
Voor de drie fabrieken heeft het complex een eigen warmte-krachtcentrale voor de productie van de benodigde stoom en warm water. Bij dit proces wordt elektriciteit gegenereerd die primair bedoeld is voor eigen gebruik. Er is een koppeling met het algemene elektriciteitsnetwerk; als er meer elektriciteit wordt gegenereerd dan nodig is wordt dit geleverd aan het openbare net. Bij een tekort aan eigen stroom gebruiken de fabrieken elektriciteit van het openbare net.
Er is een waterzuiveringsinstallatie die hergebruik van proceswater mogelijk maakt. Gebruikt water, zowel uit het primaire proces als schoonmaak- of spoelwater, wordt centraal opgevangen, ontdaan van vetten en zodanig gereinigd dat het opnieuw als proceswater kan worden ingezet.
Aanvoer van grondstoffen wordt voornamelijk verzorgd door Aviko Potato, voorheen Korteweg bv. Dit in Dronten gevestigde dochterbedrijf verzorgt inkoop, sortering en levering aan de productie-units.
Behalve de fabrieken zijn in Steenderen ook het hoofdkantoor van Aviko en enkele ondersteunende diensten gevestigd.
- Fabriek Steenderen 1 produceert uitsluitend niet ingevroren frites. Het voornaamste product is voorgebakken frites. Er worden diverse formaten gemaakt: kleine frites ( 7 x 7 mm ) tot grote steakhouse die 10 x 20 mm groot zijn. Ook kreukelfriet (geribbelde staafjes) en schijnbaar 'ambachtelijke' frites[5] worden gemaakt. Alle voorgebakken frites uit deze fabriek worden gebakken in palmolie.

Producten kunnen verpakt worden in zakken met beschermend gas voor versheid tot 1 maand, of in zakken met gewone lucht voor maximaal 1 tot 2 weken versheid). Veel productie is voor de professionele markt en een deel wordt ook voor derden geproduceerd in verpakking van de klant. Dit betreft onder andere huismerken van winkelketens en enkele buitenlandse merken. Behalve voorgebakken frites wordt er ook ongebakken frites gemaakt: hierbij worden de aardappelen alleen geschild, gesneden en vervolgens geblancheerd.
- Fabriek Steenderen 4 maakt diepvriesproducten, in hoofdzaak frites. Ook hier wordt zowel het eigen merk als voor anderen geproduceerd. Zo wordt hier frites gemaakt voor de fastfoodketen Kentucky Fried Chicken.

In de fabriek Steenderen 4 werkt men volcontinu, in vijf ploegen. Dit in tegenstelling tot Steenderen 1 die tussen zaterdagmiddag en zondagochtend stilligt en met vier ploegen van werknemers kan volstaan. Voor het bakproces kan Steenderen 4 kiezen uit verschillende oliesoorten waaronder olijfolie en zonnebloemolie.
- Fabriek Steenderen 5 maakt andere aardappelproducten zoals rösti en aardappelkroketten. Deze fabriek gebruikt de aardappelrestanten van de twee andere fabrieken als grondstof, of knollen die te klein zijn voor de productie van frites. Steenderen 5 draait net als 4 continu.
- In 2023 werd er voor het eerst sinds het ontstaan van het bedrijf gestaakt om een hoger salaris af te dwingen.[6]

#### Elders
- In Lomm worden frites geproduceerd. In 1980 werd De Fritesspecialist overgenomen, sindsdien is Lomm een van de Nederlandse productielocaties van verse frites.
- In Nijmegen staat een productiebedrijf genaamd Nijmidon van Aviko-dochter Duynie. Hier wordt zetmeel teruggewonnen uit proceswater. Deze locatie is in 2004 geopend. Kennis en ervaring opgedaan met genoemd terugwinproces wordt ook op andere locaties gebruikt. In Steenderen 1 is een begin gemaakt met de terugwinning van aardappelzetmeel uit het gebruikte proceswater.
- In 2005 opende in Cuijk een nieuwe productielijn voor fabricage van koelverse gestoomde aardappelproducten.
- Dochterbedrijf Aviko Rixona, producent van aardappelgranulaat en -vlokken, is gevestigd in Oostrum (bij Venray) en het Groningse Warffum. De gedroogde aardappelproducten worden gebruikt als grondstof van snacks, aardappelpuree en kant-en-klaar-maaltijden. Rixona werd in 1985 onderdeel van Aviko. In 2005 nam Aviko Rixona de vestiging van Nestlé in Venray over.
- In 1998 werd aardappelhandel Korteweg in Dronten overgenomen.

### Buitenland
Ook buiten Nederland is Aviko actief. Er zijn productiefaciliteiten en marketing en sales-vestigingen in Europa, Verenigde Staten en andere werelddelen.
- In Polen startte Aviko in 1994 door een 50% aandeel te nemen in een nieuw te bouwen fabriek in Lebork.
- In Rain am Lech in Duitsland bouwde Aviko een nieuwe fabriek in 1998 die in 2000 officieel geopend werd. In 2014 nam Aviko een meerderheidsbelang in Amberger Dolli-werk in Oberdolling.[7] In 2017 nam Aviko de firma volledig over.[8]
- In Frankrijk werd in 1999 een alliantie gesloten met een aardappelverwerker en in 2001 werd Boots Pommes Frites overgenomen.
- In Zweden nam Aviko in 2006 een meerderheidsbelang in Algen AB.[9]
- In België werd in 2008 Eurofreez uit Proven en aardappelhandelsbedrijf Seru & Annoot overgenomen. De twee hadden een gezamenlijke omzet van circa 65 miljoen euro en er werkten 170 mensen.[10]
- Aviko gaat een nieuwe frites- en vlokkenfabriek bouwen in Poperinge in België die in september 2021 gaat produceren.[11] Hier kan jaarlijks 175.000 ton diepvriesfrites en 11.000 ton vlokken worden geproduceerd waarvoor jaarlijks 350.000 ton aardappelen nodig zijn. Het wordt de op een na grootste fabriek van Aviko, de grootste staat in Steenderen waar jaarlijks 600.000 ton aardappelen wordt verwerkt.[11]

Verkoopkantoren zijn onder andere te vinden in Polen, Tsjechië, Spanje, de Verenigde Staten en Zuid-Amerika.
In China heeft Aviko in 2008 samen de lokale overheid van Minle County in de provincie Gansu, prefectuur Zhangye een aardappelvlokkenfabriek opgericht. In 2014 nam de onderneming een meerderheidsbelang in een diepvriesfrietfabriek van Snow Valley Agriculture in de prefectuur Zhangjiakou in de provincie Hebei. In 2016 werd daar de productie verdubbeld. De coöperatie in Snow Valley werd in 2018 beëindigd.